# A Herdade
A Herdade é um filme épico de drama luso-francês de 2019, realizado por Tiago Guedes. O argumento foi escrito por Rui Cardoso Martins e Tiago Guedes, com colaboração de Gilles Taurand, a partir de uma ideia original do produtor Paulo Branco A obra é protagonizada por Albano Jerónimo, como João Fernandes, o patriarca de uma família proprietária de um dos maiores latifúndios da Europa, na margem sul do rio Tejo.
Esta longa-metragem estreou a 5 de setembro de 2019 na 76.ª edição do Festival de Cinema de Veneza, na qual não só concorreu ao Leão de Ouro como valeu a Tiago Guedes o Prémio Bisato d'Oro da crítica independente para Melhor Realização. Além disso, A Herdade foi selecionada como representante de Portugal ao Oscar de melhor filme estrangeiro na edição de 2020.
A obra resultou também numa versão minissérie de mesmo nome, lançada no dia 20 de março de 2020 na plataforma streaming Filmin e estreada a 30 de abril de 2020 na RTP1.

## Sinopse
João Fernandes é o patriarca de uma abastada família tradicional portuguesa. A herdade de que é proprietário situa-se na margem sul do rio Tejo e é um dos maiores latifúndios da Europa.
De personalidade particular, João, apesar de alguma bonomia, governa as suas terras com todos os vícios de um senhor feudal. Confunde-se com as próprias terras e habilmente pratica jogos de poder e de antecipação para as manter, em estilo insurreto. Para João, não há grande diferença entre os fascistas e os democratas que tomam o poder depois do 25 de abril. Qualquer pessoa que lhe queira dar ordens é inimigo.
A vida de Fernandes, assim como o local onde sempre viveu, é um espelho de Portugal, pelo que percorrer a sua história desde os princípios da década de 1940,  atravessando a Revolução do 25 de abril até à atualidade, significa contextualizar a vida social, política e financeira de um país inteiro.

## Elenco
- Albano Jerónimo, como João Fernandes;[11]
  - Eduardo Aguilar, João Fernandes (criança).
- Sandra Faleiro, como Leonor.[12]
- Miguel Borges, como Joaquim Correia;
  - João Arrais, Joaquim (jovem).
- João Vicente, como Leonel Sousa.
- João Pedro Mamede, como Miguel;
  - Gabriel Timóteo, Miguel (criança).
- Ana Vilela da Costa, como Rosa.
- Rodrigo Tomás, como António.
- Beatriz Brás, como Teresa.
- Teresa Madruga, como Guilhermina.
- Victoria Guerra, como Catarina Lopo Teixeira.
- Diogo Dória, como General Lopo Teixeira.
- Ana Bustorff, como Isabel Lopo Teixeira.
- Cândido Ferreira, como Padre Heitor.
- António Simão, como Inspetor Cravo.
- Tónan Quito, como Vítor Fonseca.
- Catarina Rôlo Salgueiro, como Maria de Fátima.
- Filipe Vargas, como Ricardo Lopo Teixeira.
- Marcello Urgeghe, como Fernando Melo e Sá.
- Luís Garcia, como Martim de Beja.
- Gonçalo Abreu, como Leonardo.

## Equipa técnica
- Realização: Tiago Guedes[13]
- Argumento: Rui Cardoso Martins, Tiago Guedes e colaboração de Gilles Taurand[14]
- Produtor: Paulo Branco[15]
- Assistentes de realização: Ana Mariz, António Pinhão Botelho e Paulo Mil-Homens
- Direção de arte: Isabel Branco
- Direção de fotografia: João Lança Morais
- Guarda-roupa: Inês Mata e Isabel Branco
- Maquilhagem: Íris Peleira
- Montagem: Roberto Perpignani
- Som: Elsa Ferreira, Francisco Veloso e Pedro Góis

## Produção
A Herdade é uma obra luso-francesa coproduzida pela Leopardo Filmes, a Alfama Films e Carlos Bedran (CB Partners), em associação com a APM – Ana Pinhão Moura Produções, que contou com o apoio financeiro do Instituto do Cinema e do Audiovisual, Rádio e Televisão de Portugal e do Fundo de apoio ao turismo e cinema.

### Desenvolvimento
O projeto de A Herdade iniciou-se por iniciativa do produtor Paulo Branco. Segundo o produtor: "O que me fascinou foi a possibilidade de fazer um retrato da vida nos latifúndios em Portugal, retrato que estava em grande parte por esboçar, mesmo tendo em conta que José Cardoso Pires já tinha abordado esse universo no romance O Delfim. Vivia-se um tempo fora da realidade, que era também um tempo fora dos padrões europeus. Foi, aliás, por isso que parti [para França em 1971]: senti que aquele era um mundo que, inevitavelmente, iria acabar." A busca de encontrar alguém para transformar a sua ideia, levou Branco a apresentar o seu conceito original a Carlos Saboga na altura em que o escritor estava a desenvolver o argumento de Mistérios de Lisboa de Raúl Ruiz. No entanto, Rui Cardoso Martins viria a ser convidado para desenvolver o projeto. A grande inspiração para a construção da primeira versão do enredo foi a Herdade de Rio Frio, propriedade da família Lupi, na zona de Alcochete. Rui Cardoso Martins foi o autor selecionado, em 2017, para a Bolsa de Residência Literária criada pelo Camões Berlim, que utilizou para desenvolver o argumento.
A primeira abordagem ao filme, mais biográfica, não agradou a Paulo Branco que considerava "importante que o filme tivesse uma dimensão universal". Assim, o convite a Tiago Guedes para integrar o projeto despoletou várias alterações ao guião. Segundo o realizador "Houve alguém que serviu de ponto de partida ao Paulo Branco e ao Rui Cardoso Martins, pois foram eles os dois a elaborar uma primeira parte do argumento. Quando eu entrei no projeto, o Paulo já estava com muita vontade de se distanciar dessa figura e de criar uma ficção. E eu então fiz questão de fugir de qualquer referência a essa pessoa. Queríamos uma personagem como é este João Fernandes, mas não quisemos colagens nem homenagens".

### Casting
Tiago Guedes convidou um pequeno grupo de pessoas para lerem para os papéis. Segundo a equipa, Albano Jerónimo foi uma escolha imediata para interpretar o protagonista. Guedes justificou a escolha de Sandra Faleiro para interpretar Leonor porque a atriz "tem um peso trágico numa beleza, é especial e cativante".

### Montagem
Após as gravações, Roberto Perpignani iniciaria o processo de montagem da produção. Tal resultaria nas diferentes versões que se seguem:
- A Herdade: Versão original de 166 minutos.[21]
- A Herdade, Minissérie portuguesa: Composta por quatro episódios de aproximadamente 42 minutos.[22]
- Le Domaine, Minissérie francesa: Versão televisiva exclusiva do canal ARTE France, distribuída por três episódios de cerca de 55 minutos.[3]

## Minissérie
A Herdade é uma versão mais longa da obra para televisão, no formato de minissérie com quatro episódios, que foi lançada originalmente em streaming, na plataforma Filmin, a 20 de março de 2020. Os dois primeiros episódios estrearam na RTP1 a 30 de abril de 2020, em prime-time.

### Lista de episódios
| Episódios | Episódios | Transmissão original         | Transmissão original         | Dia da semana        | Espetadores |
| Episódios | Episódios | Estreia                      | Final                        | Dia da semana        | Espetadores |
| --------- | --------- | ---------------------------- | ---------------------------- | -------------------- | ----------- |
| Portugal  | 4         | 20 de março de 2020 (Filmin) | 20 de março de 2020 (Filmin) | Sexta-feira          | -           |
| Portugal  | 4         | 30 de abril de 2020 (RTP1)   | 1 de maio de 2020 (RTP1)     | Quinta e sexta-feira | 470.000     |
| França    | 3         | 11 de junho de 2020 (ARTE)   | 11 de junho de 2020 (ARTE)   | Quinta-feira         | 1.172.000   |

Abaixo, estão listados os episódios da minissérie A Herdade, na versão distribuída em Portugal pela RTP: 
| Título | Argumento                          | Realização   | Transmissão original | Espetadores |
| --- | ---------------------------------- | ------------ | -------------------- | ----------- |
| Episódio n.º 1 | Rui Cardoso Martins e Tiago Guedes | Tiago Guedes | 30 de abril de 2020  | 600 000     |
| João Fernandes, ainda menino, é obrigado pelo pai a ver o cadáver do seu irmão mais velho e mais fraco. Anos mais tarde, a sua família começa a sentir os primeiros rumores da revolução.                                       |                                    |              |                      |             |
| |                                    |              |                      |             |
| Episódio n.º 2 | Rui Cardoso Martins e Tiago Guedes | Tiago Guedes | 30 de abril de 2020  | 380 000     |
| Os acontecimentos desde a Primavera Marcelista à Revolução de Abril. Depois da festa de copo d’água da filha mais nova de um antigo diretor da PIDE, ao voltar para casa, os convidados ouvem a Grândola, Vila Morena na rádio. |                                    |              |                      |             |
| |                                    |              |                      |             |
| Episódio n.º 3 | Rui Cardoso Martins e Tiago Guedes | Tiago Guedes | 1 de maio de 2020    | 500 000     |
| O conflito entre as diferentes gerações da família Fernandes. Em 1991, os ciclos de pais e filhos repetem-se. Teresa, filha de João, está enamorada pelo filho do capataz.                                                      |                                    |              |                      |             |
| |                                    |              |                      |             |
| Episódio n.º 4 | Rui Cardoso Martins e Tiago Guedes | Tiago Guedes | 1 de maio de 2020    | 400 000     |
| Miguel confronta o seu pai: "É verdade, pai?" Um segredo que o patriarca João Fernandes manteve escondido durante anos e que assombra o futuro da família.                                                                      |                                    |              |                      |             |
| |                                    |              |                      |             |

## Temas e estilo
O argumento de A Herdade pretende representar um momento transitório na história portuguesa, passando pelos contextos políticos e sociais de Portugal num recorte de 40 anos, mais especificamente, entre 1946 e 1991. Grande parte do filme desenrola-se entre os anos finais do Estado Novo e, no seu último ato, na década de 90. Toma como exemplo uma grande propriedade rural que o dono tem que proteger sucessivamente, primeiro, das interferências do governo marcelista, depois da reforma agrária, e, finalmente, da banca do neoliberalismo. De facto, o latifundiário funciona como uma enorme ilha dentro de um país dominado por uma ditadura fascista. Na sua nota de intenções, o realizador defende que este cenário funciona como uma metáfora para tudo o que acontece com o protagonista, isto é, "ambos começam grandiosos, mas com o passar do tempo eles inevitavelmente se chocam de frente com os ventos da mudança e revelam as imperfeições, as zonas cinzentas e se desfazem". Deste ponto de vista, a obra demonstra uma visão crítica do patriarcado e da dominação masculina ao mostrar a loucura de João Fernandes, cujo desejo de poder, teimosia e gosto pela força serão os instrumentos de dissolução de seu bem mais estimado.
O projeto foi considerado comparável a 1900, de Bernardo Bertolucci, ainda que os recursos implementados sejam bem mais modestos. O cinema western foi uma assumida referência para a equipa técnica, pela forma como a personagens e os seus locais se articulam. Ainda assim, de acordo com o produtor, a chave do filme é a sua vertente melodramática. "Não no sentido pejorativo que o senso comum, muitas vezes, lhe atribui. Ou seja: falamos do género clássico em que reconhecemos uma intensidade “poderosa” a pontuar as convulsões, ruturas e reencontros das relações homens-mulheres. (...) Nessa evolução, gerou-se uma energia incrível que deu visibilidade a sentimentos e frustrações que existiam no interior das famílias, por vezes de forma destruidora, outras verdadeiramente libertadora". Os melodramas de Hollywood de Elia Kazan, Vincente Minnelli e Robert Mitchum dos anos 1950 e 1960, serviram de inspiração a Tiago Guedes: "Eles mostram pessoas que se amam, mas que são incapazes de comunicar, e simplesmente não conseguem lidar umas com as outras. Estão a lutar sem saber por quê".

## Distribuição
A Herdade foi selecionado para a Competição Oficial da edição de 2019 do Festival Internacional de Cinema de Veneza, onde estreou a 5 de setembro. A antestreia portuguesa do filme decorreu no Cinema Medeia Monumental a 14 de setembro do mesmo ano, às 21h. A sessão contou com a presença do realizador e atores. A estreia comercial de A Herdade em Portugal deu-se a 19 de setembro, em 62 salas de cinema. A 10 de fevereiro de 2020, o filme foi lançado em formatos DVD e Blu-ray. Em televisão, o filme estreou a 28 de fevereiro de  2020 no TVCine TOP e a 8 de dezembro do mesmo ano, na RTP 1.
A minissérie A Herdade foi lançada originalmente na sexta-feira 20 de março de 2020, na plataforma de streaming Filmin. Em abril de 2020 esta versão foi também incluída no catálogo da plataforma americana HBO Portugal. A estreia na RTP1 decorreu a 30 de abril, às 21h45, com a exibição dos dois primeiros episódios. Os restantes foram transmitidos no dia seguinte, 1 de maio, no mesmo horário. Consequentemente, a minissérie foi disponibilizada na plataforma streaming RTP play durante um período limitado. A 11 de junho, o canal ARTE France exibiu a sua versão exclusiva da minissérie. A obra ficou também disponível no serviço Replay da Arte France até dia 4 de julho.

### Festivais
Após a sua estreia mundial na competição oficial do 76.º Festival de Cinema de Veneza, o filme integrou o Festival de Toronto TIFF, marcando a primeira vez que um filme português foi selecionado para a secção Special Presentations do festival. Segue-se uma lista das principais monstras e festivais que exibiram A Herdade:
- Festival Internacional de Cinema de Veneza (Itália, 5 de setembro de 2019)[35][49]
- Festival Internacional de Cinema de Toronto (Canadá, 10 de setembro de 2019)[50]
- International Film Festival and Awards Macao (Macau, 6 de dezembro de 2019)[51]
- Kustendorf International Film and Music Festival (Sérvia, 18 de janeiro de 2020)
- Festival de Cinema de Gotemburgo (Suécia, 24 de janeiro de 2020)
- Festival Internacional de Cinema de Dublin (Irlanda, 28 de fevereiro de 2020)
- Spring Film Festival (Lituânia, 19 de março de 2020)
- 43ª Mostra Internacional de Cinema de São Paulo (Brasil, 22 de outubro de 2020)
- Festival Internacional do Novo Cinema Latino-Americano de Havana (Cuba, 2020)[12]

## Receção

### Audiência
Em Portugal, o filme foi visto por cerca de 80 mil espetadores nas salas de cinema. Aquando a sua transmissão na RTP1, os episódios foram vistos por uma média de 470 mil espetadores. A versão exclusiva da minissérie exibida pela Arte France, registou uma média de 921 mil espetadores em França e 251 mil na Alemanha. A Herdade ficou, nessa data, em sexto lugar no ranking dos programas mais vistos nos canais de televisão franceses. No Replay do canal Arte, a minissérie acumulou ainda 455 mil espetadores.

### Crítica
A Herdade recebeu, de forma geral, comentários positivos pela crítica especializada. No agregador de críticas Rotten Tomatoes, o filme mantém um rating de aprovação de 80%, baseado em 5 críticas.
Em Portugal, o filme foi bastante debatido pela crítica. Entre as opiniões mais positivas estão as de Pedro Marta Santos na Sábado que descreve A Herdade enquanto "um triunfo artístico" e a de João Barrento no Jornal de Letras, Artes e Ideias que escreve tratar-se de "uma extraordinária saga de Tiago Guedes […], um grande fresco histórico […] num filme de recorte único entre nós." Para Eurico de Barros (Time out) "Já tardava que o cinema português nos desse um filme como A Herdade, uma história familiar robustamente romanesca, de amplo fôlego dramático e com músculo cinematográfico, bem ancorada na realidade histórica portuguesa recente, apanhando o fim do antigo regime, a loucura revolucionária pós-25 de Abril e a acalmia democrática, e tendo no centro uma personagem forte, carismática e funesta". Rui Tendinha (Cinetendinha) defende que a obra é um marco no cinema português: "Um objeto de cinema que repensa um desígnio de um destino português, colocando na mesa questões como o peso da Reforma Agrária, a sua ressaca, a forma como a banca veio a intervir nos latifúndios e tantos outros espelhos que consubstanciam a fatura do 25 de abril. Mais do que tudo, é um filme que repensa o peso do silêncio como fundamento dramático". Em concordância, Manuel Halpern (Visão) argumenta que "apesar de o filme ter estes ingredientes históricos e narrativos que lhe dão uma dimensão quase épica, pouco vulgar no cinema português, o que realmente o engrandece é o tratamento das personagens, psicologicamente elaboradas e fortes dentro das suas contradições". Maria João Avillez (Observador) enaltece a interpretação de Albano Jerónimo: "carrega o filme como se levasse uma mochila às costas. A sua própria mochila. Mais impressivo é difícil, um animal de cinema. A inspiração caiu sobre ele como um raio, num personagem bigger than life." Hugo Gomes (Sapo) salienta que o filme tem "qualidades internacionais", porém, "joga pelo seguro de uma forma confiante e, acima de tudo, não menosprezando a sua natureza – a de estar inserido no cinema português." Menos impressionado, Luís Miguel Oliveira atribui ao filme 2 estrelas na sua crítica na Ípsilon uma vez que "tem algumas coisas em que acerta bem mas tem também uma outra, muito importante, em que fica em défice".
A Herdade foi destacado pela imprensa francesa, que o apelidou de "Projeto ambicioso, um dos mais fortes da Mostra veneziana" (Première), "Magnificamente filmado, com interpretações perfeitas" (Prisma Media). O Le Canard Enchaîné destaca como a "inteligência do argumento desenha uma personagem complexa, muitas vezes à beira do abismo". Referindo-se à sequência que encerra a obra, Libération defende que o realizador é "hábil no modo de nos mostrar o crepúsculo de um reino atacado com estrondo do exterior ao mesmo tempo que sugere que é sobretudo ameaçado pela putrefacção no seu próprio seio".
Também a imprensa de outros países escreveu sobre a obra. A propósito da sua apresentação no Festival Internacional de Cinema de Veneza, Marta Bałaga comenta que a cinematografia é o único destaque do filme: "Parece que já se conhece a história antes mesmo de começar, pois é mais uma saga familiar que se desenrola na segunda metade do século XX através de diferentes realidades políticas. Não ajuda que todos os personagens pareçam tão arquetípicos que dói". Jay Weissberg, na Variety também elogia "A fotografia de João Lança Morais tem uma beleza formal inquestionável", mas concorda que o argumento "luta para conectar o público com seus personagens o suficiente para que possamos sentir a sua trajetória emocional". Ainda assim, as interpretações do elenco foram elogiadas. Andreas Borcholte (Der Spiegel) escreve que "Jerónimo brilha entre a arrogância de (Marlon) Brando e a contenção brutal de Alain Delon". Boyd van Hoeij, no The Hollywood Reporter destaca a interpretação de Sandra Faleiro: "descreve lindamente uma mulher cuja posição entre os seus pais, por um lado, e o seu marido e filhos, por outro, torna-se insustentável por causa de acontecimentos políticos fora de seu controle. A sua breve, mas intensa explosão na cena do jantar é um dos destaques do drama." Lee Marshall (Screen Internacional) elogia como a "realização de Tiago Guedes é comedida e controlada durante todo o filme, e as contribuições técnicas são impressionantes, desde a montagem rítmica e lenta de Roberto Perpignani, até aos figurinos e ao desenho de luz". Num comentário semelhante, Iann Jeliel (Plano crítico) escreve: "É interessante acompanhar todas as camadas desse personagem ao longo das quase 3 horas de duração, que nunca chegam a ficar exatamente cansativas, por conta de um ótimo timing na condução do diretor Tiago Guedes. O cineasta tem muito recurso técnico e sabe como utilizá-los nos momentos certos em prol da narrativa".

### Premiações
Logo na sua estreia em Veneza, a longa-metragem valeu a Tiago Guedes o Prémio Bisato d’Oro da crítica para melhor realização. A Herdade, do realizador foi também o filme escolhido pelos membros da Academia Portuguesa de Cinema, para representar Portugal nos Óscares 2020, na categoria de Melhor Filme Internacional, bem como nos Prémios Goya 2020, na categoria de melhor filme ibero-americano.
| Ano  | Premiação                                  | Categoria                                 | Trabalho                                     | Resultado | Ref.          |
| ---- | ------------------------------------------ | ----------------------------------------- | -------------------------------------------- | --------- | ------------- |
| 2019 | Festival Internacional de Cinema de Veneza | Leão d'Ouro                               | A Herdade, Paulo Branco                      | Indicado  | [ 62 ]        |
| 2019 | Festival Internacional de Cinema de Veneza | Prémio Bisato d’Oro                       | Tiago Guedes                                 | Venceu    | [ 62 ]        |
| 2020 | Prémio Autores                             | Melhor ator                               | Albano Jerónimo                              | Indicado  |               |
| 2020 | Prémio Autores                             | Melhor atriz                              | Sandra Faleiro                               | Indicado  |               |
| 2020 | Festival Internacional de Cinema de Dublin | Melhor ator                               | Albano Jerónimo                              | Venceu    |               |
| 2020 | Prémios Sophia da Academia Portuguesa      | Melhor filme                              | A Herdade, Paulo Branco                      | Venceu    | [ 65 ] [ 66 ] |
| 2020 | Prémios Sophia da Academia Portuguesa      | Melhor realizador                         | Tiago Guedes                                 | Venceu    | [ 65 ] [ 66 ] |
| 2020 | Prémios Sophia da Academia Portuguesa      | Melhor ator                               | Albano Jerónimo                              | Indicado  | [ 65 ] [ 66 ] |
| 2020 | Prémios Sophia da Academia Portuguesa      | Melhor atriz                              | Sandra Faleiro                               | Venceu    | [ 65 ] [ 66 ] |
| 2020 | Prémios Sophia da Academia Portuguesa      | Melhor atriz secundária                   | Ana Vilela da Costa                          | Venceu    | [ 65 ] [ 66 ] |
| 2020 | Prémios Sophia da Academia Portuguesa      | Melhor ator secundário                    | Miguel Borges                                | Indicado  | [ 65 ] [ 66 ] |
| 2020 | Prémios Sophia da Academia Portuguesa      | Melhor ator secundário                    | João Pedro Mamede                            | Indicado  | [ 65 ] [ 66 ] |
| 2020 | Prémios Sophia da Academia Portuguesa      | Melhor argumento original                 | Rui Cardoso Martins e Tiago Guedes           | Venceu    | [ 65 ] [ 66 ] |
| 2020 | Prémios Sophia da Academia Portuguesa      | Melhor fotografia                         | João Lança Morais                            | Venceu    | [ 65 ] [ 66 ] |
| 2020 | Prémios Sophia da Academia Portuguesa      | Melhor montagem                           | Roberto Perpignani                           | Venceu    | [ 65 ] [ 66 ] |
| 2020 | Prémios Sophia da Academia Portuguesa      | Melhor poster                             | Catarina Sampaio                             | Venceu    | [ 65 ] [ 66 ] |
| 2020 | Prémios Sophia da Academia Portuguesa      | Melhor som                                | Elsa Ferreira, Francisco Veloso e Pedro Góis | Indicado  | [ 65 ] [ 66 ] |
| 2020 | Prémios Sophia da Academia Portuguesa      | Melhor direção artística                  | Isabel Branco                                | Indicado  | [ 65 ] [ 66 ] |
| 2020 | Prémios Sophia da Academia Portuguesa      | Melhor guarda-roupa                       | Isabel Branco e Inês Mata                    | Indicado  | [ 65 ] [ 66 ] |
| 2020 | Prémios Sophia da Academia Portuguesa      | Melhor caracterização / efeitos especiais | Carlos Amaral e Íris Peleira                 | Indicado  | [ 65 ] [ 66 ] |
| 2020 | Prémios Sophia da Academia Portuguesa      | Melhor maquilhagem e cabelos              | Ana Maria Palma e Íris Peleira               | Indicado  | [ 65 ] [ 66 ] |
| 2020 | Panorama of European Cinema                | Melhor filme                              | A Herdade, Paulo Branco                      | Venceu    | [ 67 ] [ 68 ] |
| 2020 | Fundação GDA: Prémios Atores de Cinema     | Melhor intérprete principal               | Sandra Faleiro                               | Venceu    | [ 69 ]        |
| 2020 | Fundação GDA: Prémios Atores de Cinema     | Melhor intérprete secundário              | João Pedro Mamede                            | Venceu    | [ 69 ]        |
| 2020 | Fundação GDA: Prémios Atores de Cinema     | Novo talento                              | Ana Vilela da Costa e Beatriz Brás           | Venceu    | [ 69 ]        |
| 2020 | Waterloo Historical Film Festival          | Melhor atriz                              | Sandra Faleiro                               | Venceu    | [ 70 ]        |
| 2021 | Troféus de Televisão Impala                | Melhor série                              |                                              | Indicado  | [ 71 ]        |